# Cherbezatina
Cherbezatina är ett släkte av skalbaggar. Cherbezatina ingår i familjen Melolonthidae.

## Dottertaxa tillCherbezatina, i alfabetisk ordning[1]
- Cherbezatina alluaudi
- Cherbezatina andriai
- Cherbezatina apposita
- Cherbezatina badia
- Cherbezatina bicolor
- Cherbezatina depressiuscula
- Cherbezatina dilutipes
- Cherbezatina fanovanensis
- Cherbezatina ferruginea
- Cherbezatina fuliginosa
- Cherbezatina integra
- Cherbezatina kalalaoensis
- Cherbezatina laevis
- Cherbezatina latifrons
- Cherbezatina livens
- Cherbezatina maculata
- Cherbezatina mandarina
- Cherbezatina margiciliata
- Cherbezatina marmorata
- Cherbezatina meridiana
- Cherbezatina micropunctata
- Cherbezatina oblongula
- Cherbezatina parallela
- Cherbezatina pierroni
- Cherbezatina pilosa
- Cherbezatina pinguis
- Cherbezatina rufofulva
- Cherbezatina scrobiculata
- Cherbezatina setigera
- Cherbezatina spadicea
- Cherbezatina squamulosa
- Cherbezatina strigosa
- Cherbezatina viossati